# Col du Viallet
Pour les articles homonymes, voir Viallet.
Le col du Viallet est un col du massif des Écrins. Il se situe dans les Hautes-Alpes, plus précisément dans la vallée du Champsaur.

## Géographie
Le col a une altitude de 2 240 m. Ce col se situe entre le pic Queyrel et la pointe du Lingustier. Les vallées reliées sont celles du Buissard et du Riou Beyrou et de son affluent — homonyme du col — le torrent du Viallet. On peut observer dans la montée du col des aiguilles de grès.

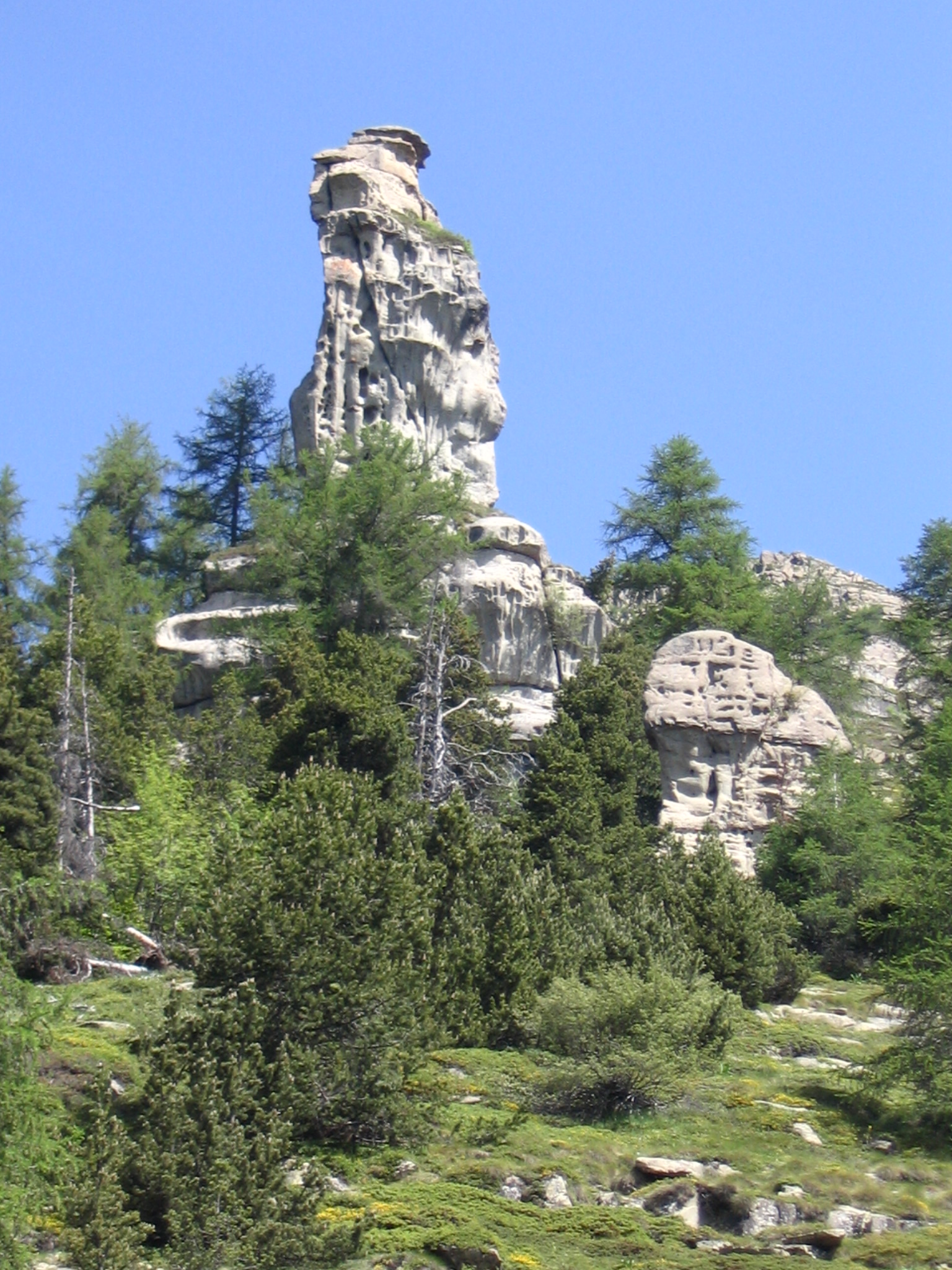
Aiguille sur les pentes du col du Viallet
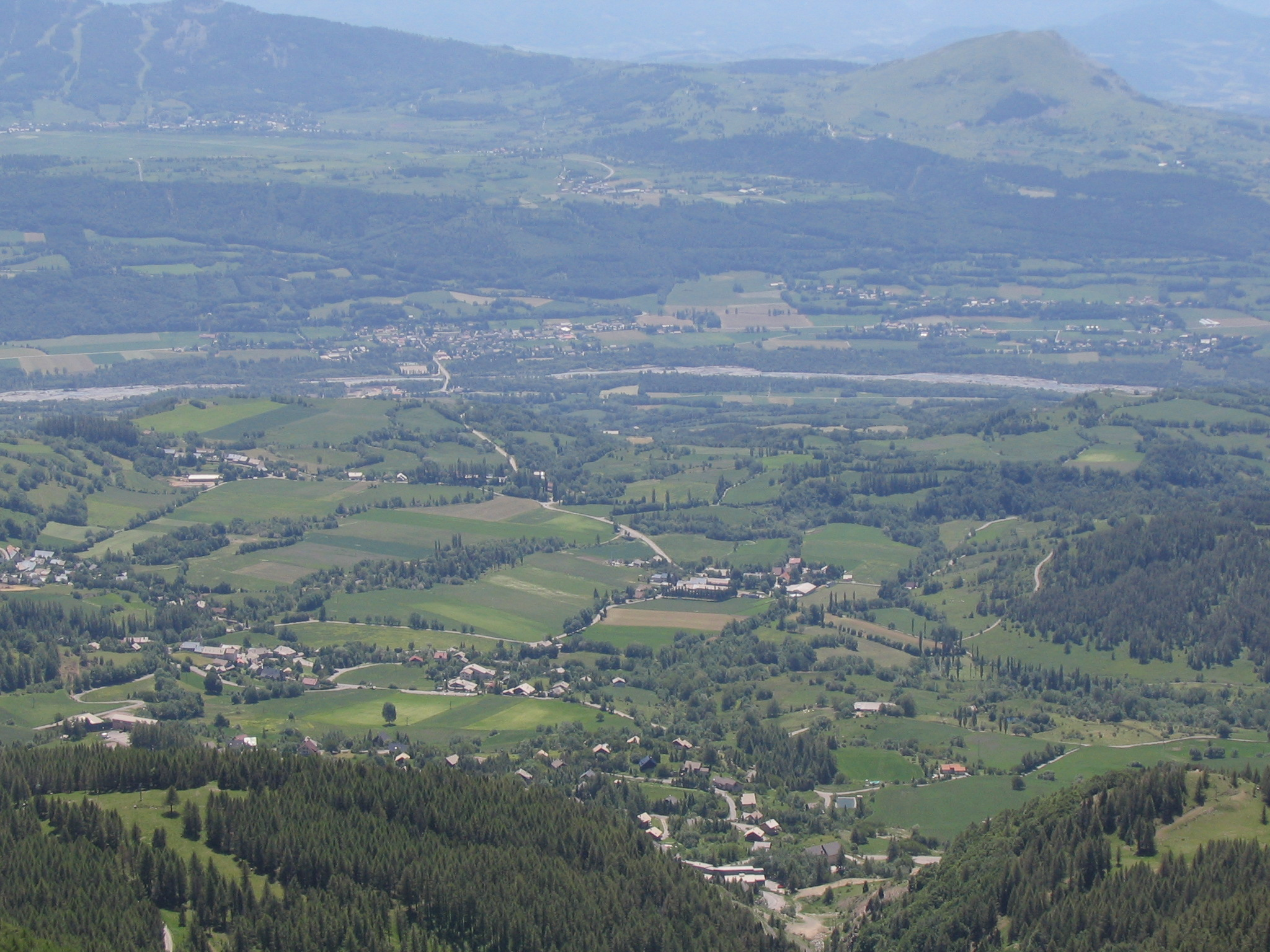
Vue sur les plaines au sud du col